# Nawa (dystrykt)
Nawa – największy powiat prowincji Ghazni, położony na jej południowym krańcu ok. 100 km na południe od stolicy, Ghazni. Ukształtowanie terenu typowo górskie. Zasiedlona jednolicie (w 100%) przez Pasztunów, w 2021 roku liczyła ponad 34 tys. mieszkańców. Centrum administracyjne i gospodarcze powiatu znajduje się we wsi Nawa.